# هری چند
هری چند (به انگلیسی: Harichand) یک شهرک در پاکستان است که در شهرستان چهارسده واقع شده‌است.